# AC Sparta Praha „B“
AC Sparta Praha „B“ (celým názvem: Athletic Club Sparta Praha fotbal, akciová společnost) je český rezervní fotbalový tým, který sídlí v pražském Bubenči. Oddíl je členem asociace Association Club Sparta Praha. Určit přesné založení rezervního týmu je skrz tehdejší dostupnost informací prakticky nemožné, předpokladem je pouze jeho postupný vznik od založení A–týmu v roce 1893. Jeho dočasný zánik přišel v roce 2014, kdy byl od roku 2012 postupně nahrazován novým svazovým projektem v podobě juniorského týmu. Po sezóně 2018/19 byl juniorský tým zrušen společně s Juniorskou ligou, čímž tak došlo k znovuobnovení rezervních týmů. Své domácí zápasy odehrává na Strahově.

## Historické názvy
Zdroj: 
- 1893 – AC Královské Vinohrady (Athletic Club Královské Vinohrady)
- 1894 – AC Sparta (Athletic Club Sparta)
- 1948 – AC Sparta Bubeneč (Athletic Club Sparta Bubeneč)
- 1949 – Sokol Bratrství Sparta
- 1951 – Sparta ČKD Praha (Sparta Českomoravská Kolben Daněk Praha)
- 1953 – TJ Spartak Praha Sokolovo (Tělovýchovná jednota Spartak Praha Sokolovo)
- 1965 – TJ Sparta ČKD Praha (Tělovýchovná jednota Sparta Českomoravská Kolben Daněk Praha)
- 1990 – TJ Sparta Praha (Tělovýchovná jednota Sparta Praha)
- 1991 – AC Sparta Praha (Athletic Club Sparta Praha)
- 1993 – AC Sparta Praha fotbal, a.s. (Athletic Club Sparta Praha fotbal, akciová společnost)

## Československý pohár 1970/71
V ročníku 1970/71 se B-mužstvo pražské Sparty, které neúspěšně bojovalo o záchranu ve druhé nejvyšší soutěži, probojovalo až do finále Českého poháru a mělo na dosah účast ve finále Československého poháru. Vzhledem k tomu, že slovenský finalista Československého poháru Spartak Trnava ovládl domácí nejvyšší soutěž a v sezoně 1971/72 startoval v Poháru mistrů evropských zemí (PMEZ), byla ve hře účast českého finalisty v Poháru vítězů pohárů (PVP) v ročníku 1971/72.
Ve čtvrtfinále Českého poháru 1970/71 vyhrálo sparťanské béčko na hřišti Sparty Košíře a v semifinále senzačně vyřadilo A-mužstvo Sparty. Takto se probilo až do finále české části poháru, ve které narazilo na Škodu Plzeň, která neúspěšně bojovala o udržení v nejvyšší soutěži. Oba finálové zápasy skončily nerozhodným výsledkem (v Plzni 1:1, v Praze 3:3 – penaltový rozstřel 5:5) a musel rozhodnout los, který poslal Plzeň do celostátního finále.

## Soupiska
| #  | Pozice | Hráč                    |
| -- | ------ | ----------------------- |
| 1  | B      | Daniel Kerl             |
| 2  | O      | Šimon Tesař             |
| 3  | O      | Patrick Slanina         |
| 4  | O      | Jeremy Rebibo           |
| 6  | Z      | Jakub Tošnar            |
| 7  | Z      | Enes Osmani             |
| 8  | O      | Matyáš Jedlička         |
| 10 | Ú      | Tomáš Schánělec         |
| 11 | Ú      | Daniel Rus              |
| 14 | Z      | Ondřej Lilling          |
| 15 | Ú      | Jaroslav Vaněk          |
| 16 | Z      | Jan Feit                |
| 17 | Z      | Petr Zíka               |
| 18 | O      | Matěj Diviš             |
| 19 | Ú      | Filip Kacper Kaczmarek  |
| 20 | Z      | Štěpán Jaroslav Vodolán |

| #  | Pozice | Hráč                           |
| -- | ------ | ------------------------------ |
| 21 | Z      | Arsen Vitarigov                |
| 25 | O      | Vojtěch Novák                  |
| 26 | O      | Ferdinand Říha                 |
| 27 | O      | Ivan Mensah                    |
| 29 | Z      | Lukáš Moudrý                   |
| 30 | Z      | Ondřej Penxa                   |
| 37 | Z      | Roman Horák                    |
| 42 | B      | Pedro Antonio Rodriguez Cuesta |
| 44 | B      | Dominik Kerl                   |
|    | B      | Tobiáš Souček                  |
|    | B      | Sebastián Zajac                |
|    | O      | Denis Krpálek                  |
|    | O      | Maxmilián Lehocký              |
|    | Ú      | Robert James Fritz             |
|    | Ú      | Damián Kotrba                  |
|    | Ú      | Karel Rožánek                  |

## Umístění v jednotlivých sezonách
Stručný přehled
Zdroj: 
- 1951: Krajská soutěž – Praha, sk. B
- 1952: Krajský přebor – ÚNV Praha
- 1960–1965: Pražský přebor
- 1965–1966: Divize B
- 1966–1969: 2. liga – sk. A
- 1969–1971: 2. liga
- 1971–1972: 3. liga – sk. B
- 1972–1974: 3. liga – sk. A
- 1974–1976: 3. liga – sk. B
- 1976–1977: 3. liga – sk. A
- 1977–1984: bez soutěže
- 1984–1986: Divize C
- 1986–1987: 2. ČNFL – sk. B
- 1987–1988: Divize B
- 1988–1989: Divize A
- 1989–1992: Divize C
- 1992–1993: Divize A
- 1993–2002: Česká fotbalová liga
- 2002–2006: 2. liga
- 2006–2008: Česká fotbalová liga
- 2008–2012: 2. liga
- 2012–2014: Česká fotbalová liga
- 2014–2019: bez soutěže
- 2019–2021: Česká fotbalová liga – sk. A
- 2021–0000: 2. liga

Jednotlivé ročníky
Zdroj: 
Legenda: Z – zápasy, V – výhry, R – remízy, P – porážky, VG – vstřelené góly, OG – obdržené góly, +/− – rozdíl skóre, B – body, červené podbarvení – sestup, zelené podbarvení – postup, fialové podbarvení – reorganizace, změna skupiny či soutěže
| Československo (1951 – 1993) |                                             |                                             |                                             |                                             |                                             |                                             |                                             |                                             |                                             |                                             |                                             |                                             |
| Sezóny                       | Liga                                        | Úroveň                                      | Z                                           | V                                           | R                                           | P                                           | VG                                          | OG                                          | +/−                                         | B                                           | Pozice                                      |                                             |
| 1951                         | Krajská soutěž – Praha, sk. B               | 2                                           | 18                                          | 10                                          | 2                                           | 6                                           | 60                                          | 46                                          | +14                                         | 22                                          | 3.                                          |                                             |
| 1952                         | Krajský přebor – ÚNV Praha                  | 2                                           | 18                                          | 13                                          | 3                                           | 6                                           | 64                                          | 56                                          | +8                                          | 29                                          | 3.                                          |                                             |
| ...                          |                                             |                                             |                                             |                                             |                                             |                                             |                                             |                                             |                                             |                                             |                                             |                                             |
| 1960/61                      | Pražský přebor                              | 3                                           | 26                                          | 10                                          | 7                                           | 9                                           | 60                                          | 47                                          | +13                                         | 27                                          | 6.                                          |                                             |
| 1961/62                      | Pražský přebor                              | 3                                           | 26                                          | 16                                          | 4                                           | 6                                           | 50                                          | 34                                          | +16                                         | 36                                          | 2.                                          |                                             |
| 1962/63                      | Pražský přebor                              | 3                                           | 26                                          | 12                                          | 6                                           | 8                                           | 47                                          | 29                                          | +18                                         | 30                                          | 5.                                          |                                             |
| 1963/64                      | Pražský přebor                              | 3                                           | 26                                          | 13                                          | 6                                           | 7                                           | 55                                          | 26                                          | +29                                         | 32                                          | 3.                                          |                                             |
| 1964/65                      | Pražský přebor                              | 3                                           | 26                                          | 14                                          | 3                                           | 9                                           | 49                                          | 24                                          | +25                                         | 31                                          | 4.                                          |                                             |
| 1965/66                      | Divize B                                    | 3                                           | 26                                          | 18                                          | 2                                           | 6                                           | 70                                          | 24                                          | +46                                         | 38                                          | 1.                                          |                                             |
| 1966/67                      | 2. liga – sk. A                             | 2                                           | 26                                          | 10                                          | 5                                           | 11                                          | 36                                          | 42                                          | −6                                          | 25                                          | 9.                                          |                                             |
| 1967/68                      | 2. liga – sk. A                             | 2                                           | 26                                          | 12                                          | 5                                           | 9                                           | 37                                          | 28                                          | +9                                          | 29                                          | 5.                                          |                                             |
| 1968/69                      | 2. liga – sk. A                             | 2                                           | 26                                          | 9                                           | 9                                           | 8                                           | 42                                          | 31                                          | +11                                         | 27                                          | 7.                                          |                                             |
| 1969/70                      | 2. liga                                     | 2                                           | 30                                          | 11                                          | 8                                           | 11                                          | 39                                          | 33                                          | +6                                          | 30                                          | 7.                                          |                                             |
| 1970/71                      | 2. liga                                     | 2                                           | 30                                          | 6                                           | 10                                          | 14                                          | 21                                          | 38                                          | −17                                         | 22                                          | 15.                                         |                                             |
| 1971/72                      | 3. liga – sk. B                             | 3                                           | 30                                          | 13                                          | 6                                           | 11                                          | 36                                          | 25                                          | +11                                         | 32                                          | 4.                                          |                                             |
| 1972/73                      | 3. liga – sk. A                             | 3                                           | 30                                          | 15                                          | 4                                           | 11                                          | 40                                          | 27                                          | +13                                         | 34                                          | 3.                                          |                                             |
| 1973/74                      | 3. liga – sk. A                             | 3                                           | 30                                          | 13                                          | 6                                           | 11                                          | 43                                          | 40                                          | +3                                          | 32                                          | 7.                                          |                                             |
| 1974/75                      | 3. liga – sk. B                             | 3                                           | 30                                          | 10                                          | 7                                           | 13                                          | 28                                          | 40                                          | −12                                         | 27                                          | 11.                                         |                                             |
| 1975/76                      | 3. liga – sk. B                             | 3                                           | 30                                          | 10                                          | 5                                           | 15                                          | 33                                          | 38                                          | −5                                          | 25                                          | 14.                                         |                                             |
| 1976/77                      | 3. liga – sk. A                             | 3                                           | 30                                          | 12                                          | 6                                           | 12                                          | 46                                          | 47                                          | −1                                          | 30                                          | 10.                                         |                                             |
| 1977–1984                    | B-mužstvo nebylo přihlášeno v žádné soutěži | B-mužstvo nebylo přihlášeno v žádné soutěži | B-mužstvo nebylo přihlášeno v žádné soutěži | B-mužstvo nebylo přihlášeno v žádné soutěži | B-mužstvo nebylo přihlášeno v žádné soutěži | B-mužstvo nebylo přihlášeno v žádné soutěži | B-mužstvo nebylo přihlášeno v žádné soutěži | B-mužstvo nebylo přihlášeno v žádné soutěži | B-mužstvo nebylo přihlášeno v žádné soutěži | B-mužstvo nebylo přihlášeno v žádné soutěži | B-mužstvo nebylo přihlášeno v žádné soutěži | B-mužstvo nebylo přihlášeno v žádné soutěži |
| 1984/85                      | Divize C                                    | 4                                           | 30                                          | 15                                          | 8                                           | 7                                           | 81                                          | 45                                          | +36                                         | 38                                          | 2.                                          |                                             |
| 1985/86                      | Divize C                                    | 4                                           | 30                                          | 19                                          | 4                                           | 7                                           | 65                                          | 34                                          | +31                                         | 42                                          | 1.                                          |                                             |
| 1986/87                      | 2. ČNFL – sk. B                             | 3                                           | 30                                          | 11                                          | 7                                           | 12                                          | 45                                          | 44                                          | +1                                          | 31                                          | 14.                                         |                                             |
| 1987/88                      | Divize B                                    | 4                                           | 30                                          | 18                                          | 3                                           | 9                                           | 69                                          | 35                                          | +34                                         | 39                                          | 2.                                          |                                             |
| 1988/89                      | Divize A                                    | 4                                           | 30                                          | 16                                          | 8                                           | 6                                           | 63                                          | 31                                          | +32                                         | 40                                          | 2.                                          |                                             |
| 1989/90                      | Divize C                                    | 4                                           | 30                                          | 14                                          | 6                                           | 10                                          | 52                                          | 34                                          | +18                                         | 34                                          | 4.                                          |                                             |
| 1990/91                      | Divize C                                    | 4                                           | 30                                          | 15                                          | 7                                           | 8                                           | 60                                          | 27                                          | +33                                         | 37                                          | 3.                                          |                                             |
| 1991/92                      | Divize C                                    | 4                                           | 30                                          | 17                                          | 7                                           | 6                                           | 63                                          | 33                                          | +30                                         | 41                                          | 2.                                          |                                             |
| 1992/93                      | Divize A                                    | 4                                           | 30                                          | 24                                          | 5                                           | 1                                           | 92                                          | 18                                          | +74                                         | 53                                          | 1.                                          |                                             |
| Česko (1993 – )              |                                             |                                             |                                             |                                             |                                             |                                             |                                             |                                             |                                             |                                             |                                             |                                             |
| Sezóny                       | Liga                                        | Úroveň                                      | Z                                           | V                                           | R                                           | P                                           | VG                                          | OG                                          | +/−                                         | B                                           | Pozice                                      |                                             |
| 1993/94                      | Česká fotbalová liga                        | 3                                           | 34                                          | 13                                          | 9                                           | 12                                          | 41                                          | 45                                          | −4                                          | 35                                          | 7.                                          |                                             |
| 1994/95                      | Česká fotbalová liga                        | 3                                           | 34                                          | 17                                          | 6                                           | 11                                          | 61                                          | 49                                          | +12                                         | 57                                          | 5.                                          |                                             |
| 1995/96                      | Česká fotbalová liga                        | 3                                           | 34                                          | 12                                          | 8                                           | 14                                          | 42                                          | 37                                          | +5                                          | 44                                          | 9.                                          |                                             |
| 1996/97                      | Česká fotbalová liga                        | 3                                           | 34                                          | 10                                          | 11                                          | 13                                          | 39                                          | 37                                          | +2                                          | 41                                          | 12.                                         |                                             |
| 1997/98                      | Česká fotbalová liga                        | 3                                           | 34                                          | 15                                          | 11                                          | 8                                           | 50                                          | 32                                          | +18                                         | 56                                          | 4.                                          |                                             |
| 1998/99                      | Česká fotbalová liga                        | 3                                           | 34                                          | 10                                          | 13                                          | 11                                          | 35                                          | 38                                          | −3                                          | 43                                          | 10.                                         |                                             |
| 1999/00                      | Česká fotbalová liga                        | 3                                           | 30                                          | 15                                          | 5                                           | 10                                          | 52                                          | 32                                          | +20                                         | 50                                          | 5.                                          |                                             |
| 2000/01                      | Česká fotbalová liga                        | 3                                           | 34                                          | 11                                          | 11                                          | 12                                          | 48                                          | 44                                          | +4                                          | 44                                          | 10.                                         |                                             |
| 2001/02                      | Česká fotbalová liga                        | 3                                           | 34                                          | 24                                          | 5                                           | 5                                           | 73                                          | 28                                          | +45                                         | 77                                          | 1.                                          |                                             |
| 2002/03                      | 2. liga                                     | 2                                           | 30                                          | 13                                          | 9                                           | 8                                           | 35                                          | 23                                          | +12                                         | 48                                          | 3.                                          |                                             |
| 2003/04                      | 2. liga                                     | 2                                           | 30                                          | 9                                           | 11                                          | 10                                          | 32                                          | 24                                          | +8                                          | 38                                          | 8.                                          |                                             |
| 2004/05                      | 2. liga                                     | 2                                           | 29                                          | 8                                           | 11                                          | 10                                          | 27                                          | 30                                          | −3                                          | 32                                          | 10.                                         |                                             |
| 2005/06                      | 2. liga                                     | 2                                           | 30                                          | 8                                           | 10                                          | 12                                          | 32                                          | 47                                          | −5                                          | 34                                          | 15.                                         |                                             |
| 2006/07                      | Česká fotbalová liga                        | 3                                           | 34                                          | 15                                          | 11                                          | 8                                           | 52                                          | 29                                          | +23                                         | 56                                          | 4.                                          |                                             |
| 2007/08                      | Česká fotbalová liga                        | 3                                           | 34                                          | 22                                          | 6                                           | 6                                           | 61                                          | 22                                          | +39                                         | 72                                          | 1.                                          |                                             |
| 2008/09                      | 2. liga                                     | 2                                           | 30                                          | 10                                          | 8                                           | 12                                          | 39                                          | 38                                          | +1                                          | 38                                          | 11.                                         |                                             |
| 2009/10                      | 2. liga                                     | 2                                           | 30                                          | 6                                           | 11                                          | 13                                          | 33                                          | 50                                          | −17                                         | 29                                          | 12.                                         |                                             |
| 2010/11                      | 2. liga                                     | 2                                           | 30                                          | 11                                          | 6                                           | 13                                          | 35                                          | 47                                          | −12                                         | 39                                          | 10.                                         |                                             |
| 2011/12                      | 2. liga                                     | 2                                           | 30                                          | 8                                           | 3                                           | 19                                          | 37                                          | 46                                          | −9                                          | 27                                          | 16.                                         |                                             |
| 2012/13                      | Česká fotbalová liga                        | 3                                           | 34                                          | 16                                          | 8                                           | 10                                          | 60                                          | 35                                          | +25                                         | 56                                          | 6.                                          |                                             |
| 2013/14                      | Česká fotbalová liga                        | 3                                           | 34                                          | 16                                          | 7                                           | 11                                          | 57                                          | 43                                          | +14                                         | 55                                          | 6.                                          |                                             |
| 2014–2019                    | B-mužstvo nebylo přihlášeno v žádné soutěži | B-mužstvo nebylo přihlášeno v žádné soutěži | B-mužstvo nebylo přihlášeno v žádné soutěži | B-mužstvo nebylo přihlášeno v žádné soutěži | B-mužstvo nebylo přihlášeno v žádné soutěži | B-mužstvo nebylo přihlášeno v žádné soutěži | B-mužstvo nebylo přihlášeno v žádné soutěži | B-mužstvo nebylo přihlášeno v žádné soutěži | B-mužstvo nebylo přihlášeno v žádné soutěži | B-mužstvo nebylo přihlášeno v žádné soutěži | B-mužstvo nebylo přihlášeno v žádné soutěži | B-mužstvo nebylo přihlášeno v žádné soutěži |
| 2019/20                      | Česká fotbalová liga – sk. A                | 3                                           | 16                                          | 12                                          | 1/1                                         | 2                                           | 38                                          | 13                                          | +25                                         | 39                                          | 2.                                          |                                             |
| 2020/21                      | Česká fotbalová liga – sk. A                | 3                                           | 8                                           | 7                                           | 0/0                                         | 1                                           | 32                                          | 6                                           | +26                                         | 21                                          | 1.                                          |                                             |
| 2021/22                      | 2. liga                                     | 2                                           | 30                                          | 13                                          | 7                                           | 10                                          | 50                                          | 37                                          | +13                                         | 46                                          | 5.                                          |                                             |
| 2022/23                      | 2. liga                                     | 2                                           | 30                                          | 11                                          | 6                                           | 13                                          | 32                                          | 39                                          | -7                                          | 39                                          | 9.                                          |                                             |
| 2023/24                      | 2. liga                                     | 2                                           | 30                                          | 10                                          | 7                                           | 13                                          | 52                                          | 58                                          | -6                                          | 37                                          | 11.                                         |                                             |
| 2024/25                      | 2. liga                                     | 2                                           | 30                                          | 10                                          | 10                                          | 10                                          | 41                                          | 39                                          | +2                                          | 40                                          | 5.                                          |                                             |

Poznámky
- 2014/15–: Od sezony 2014/15 se hraje v ČFL tímto způsobem: Pokud zápas skončí nerozhodně, kope se penaltový rozstřel. Jeho vítěz bere 2 body, poražený pak jeden bod. Za výhru po 90 minutách jsou 3 body, za prohru po 90 minutách není žádný bod.
- 2019/20: Sezona byla předčasně ukončena z důvodu pandemie covidu-19.
- 2020/21: Sezona byla předčasně ukončena z důvodu pandemie covidu-19.